# Mis canciones
Mis canciones es el nombre del álbum debut del cantautor español José Luis Perales, siendo Rafael Trabucchelli† el director de producción. Fue publicado en 1973 por la discográfica española Hispavox (completamente absorbida por EMI en 1985).
Se destacan los temas «Celos de mi guitarra», «Primer amor», «Cosas de Doña Asunción» y «Denise».
De este álbum se desprenden los doble sencillo:
- Celos de mi guitarra/Primer amor (1974). Del cual se publicaron dos ediciones con diferente carátula.[5]
- Cosas de Doña Asunción/Denise (1974)

## Lista de canciones

### Disco de vinilo
| Lado A |                         |          |  |
| N.º    | Título                  | Duración |  |
| 1.     | «El día que te marches» |          |  |
| 2.     | «Celos de mi guitarra»  |          |  |
| 3.     | «Ecos de sociedad»      |          |  |
| 4.     | «Denise»                |          |  |
| 5.     | «Aquella mujer»         |          |  |

| Lado B |                          |          |  |
| N.º    | Título                   | Duración |  |
| 1.     | «Cosas de Doña Asunción» |          |  |
| 2.     | «Mañana volverás»        |          |  |
| 3.     | «Primer amor»            |          |  |
| 4.     | «Al ver pasar a María»   |          |  |
| 5.     | «Javier»                 |          |  |

### Casete
| Lado A |                         |          |  |
| N.º    | Título                  | Duración |  |
| 1.     | «El día que te marches» |          |  |
| 2.     | «Celos de mi guitarra»  |          |  |
| 3.     | «Ecos de sociedad»      |          |  |
| 4.     | «Denise»                |          |  |
| 5.     | «Aquella mujer»         |          |  |

| Lado B |                          |          |  |
| N.º    | Título                   | Duración |  |
| 1.     | «Cosas de Doña Asunción» |          |  |
| 2.     | «Mañana volverás»        |          |  |
| 3.     | «Primer amor»            |          |  |
| 4.     | «Al ver pasar a María»   |          |  |
| 5.     | «Javier»                 |          |  |

### CD
|       |                          |          |  |  |  |  |  |  |  |  |
| N.º   | Título                   | Duración |  |  |  |  |  |  |  |  |
| 1.    | «El día que te marches»  | 2:15     |  |  |  |  |  |  |  |  |
| 2.    | «Celos de mi guitarra»   | 2:53     |  |  |  |  |  |  |  |  |
| 3.    | «Ecos de sociedad»       | 2:47     |  |  |  |  |  |  |  |  |
| 4.    | «Denise»                 | 3:39     |  |  |  |  |  |  |  |  |
| 5.    | «Aquella mujer»          | 3:06     |  |  |  |  |  |  |  |  |
| 6.    | «Cosas de Doña Asunción» | 2:52     |  |  |  |  |  |  |  |  |
| 7.    | «Mañana volverás»        | 3:14     |  |  |  |  |  |  |  |  |
| 8.    | «Al ver pasar a María»   | 3:43     |  |  |  |  |  |  |  |  |
| 9.    | «Javier»                 | 3:33     |  |  |  |  |  |  |  |  |
| 10.   | «Primer amor»            | 2:52     |  |  |  |  |  |  |  |  |
| 30:54 |                          |          |  |  |  |  |  |  |  |  |

## Créditos y personal

### Músicos
- Arreglos y dirección de orquesta: Juan Márquez

### Personal de grabación y posproducción
- Todas las canciones compuestas por José Luis Perales
- Compañía discográfica: Hispavox
- Productor musical: Rafael Trabucchelli†
- Fotografía: Juan, Elías y Juan Carlos Dolcet†

### Créditos y personal
- «DISCOGRAFÍA - MIS CANCIONES». joseluisperales.net. 2012. Archivado desde el original el 26 de abril de 2012. Consultado el 15 de enero de 2013.

- «José Luis Perales - (Vinil, LP) at Discogs». Discogs. 2012. Consultado el 15 de enero de 2013.

- Datos: Q6018347